# Richard Quest
Richard Austin Quest (né le 9 mars 1962) est un journaliste britannique et avocat qui n'exerce pas travaillant comme présentateur de nouvelles pour CNN International. Il est également rédacteur en chef de CNN Business.
Il anime Quest Means Business, le programme d'affaires cinq fois par semaine et anime les émissions de CNN Business Traveler, The Express et Quest's World of Wonder.

## Jeunesse et éducation
Quest est originaire de Liverpool, dans le Lancashire (aujourd'hui Merseyside), en Angleterre, où il est né et y a en partie grandi. Il est juif .
Il fait ses études à la Roundhay School de l'État à Leeds, suivi par Airedale et Wharfedale College et l'Université de Leeds, où il obtient un baccalauréat en droit en 1983, et est admis au barreau . Il passe l'année universitaire 1983-1984 aux États-Unis à l'Université Vanderbilt de Nashville, Tennessee, où il est le directeur du journal de WRVU.

## Carrière

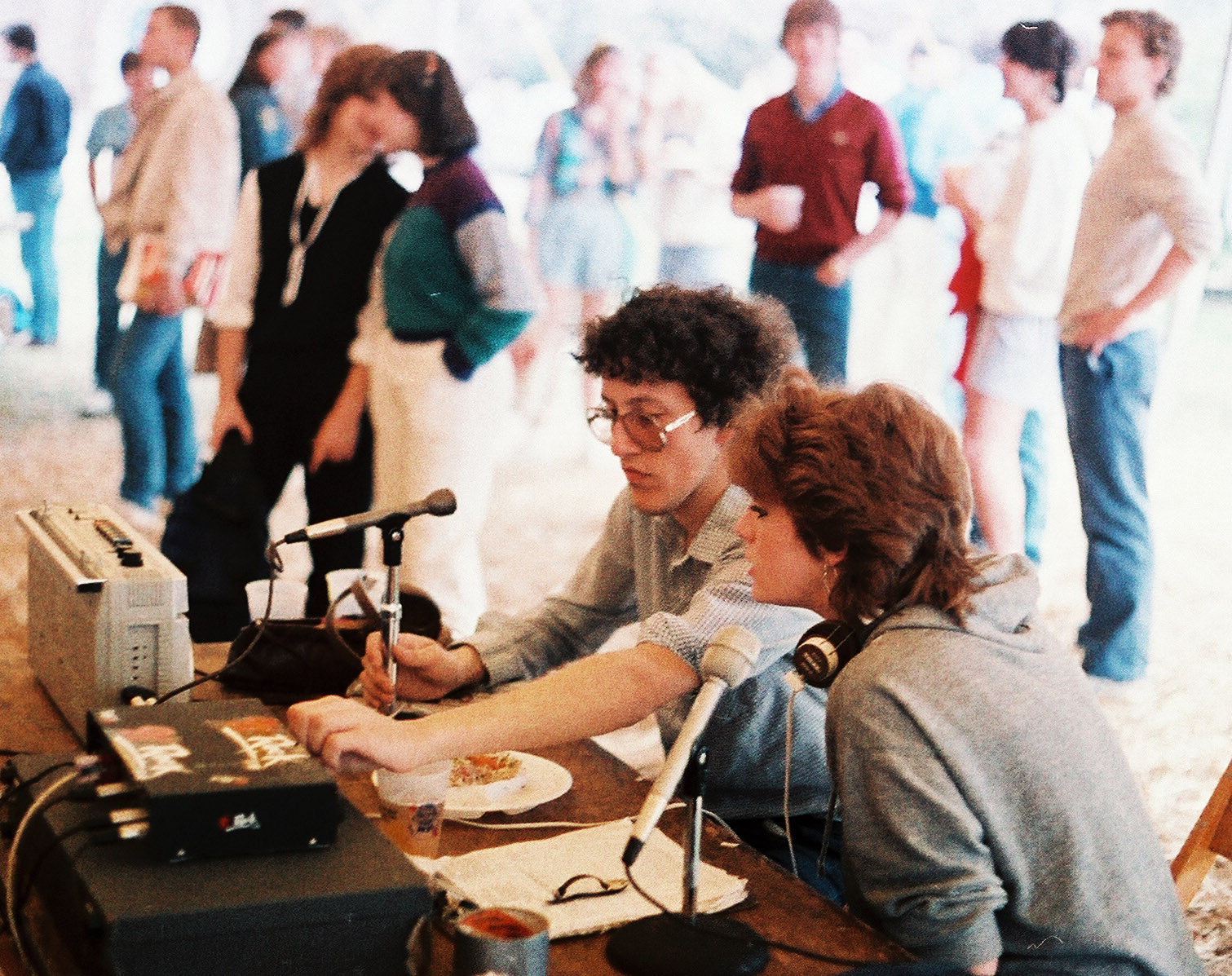
Richard Quest et Lisa Neideffer de la diffusion WRVU-FM à l'université Vanderbilt, 1984.

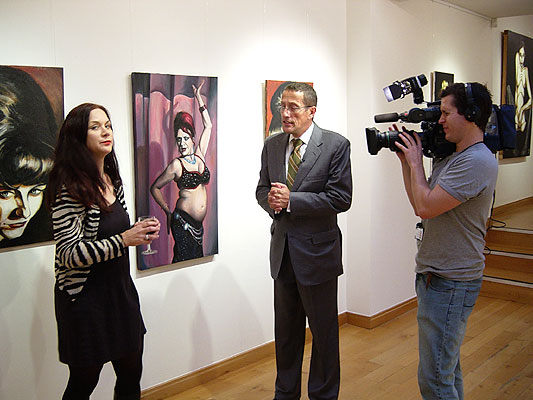
Richard Quest interviewe l'artiste Stuckist Ella Guru à la galerie Spectrum London, en 2006.

Quest devient journaliste stagiaire à la BBC en 1985, rejoignant sa section financière en 1987 et s'installant à New York en 1989 pour devenir le correspondant commercial de la BBC en Amérique du Nord.
Quest travaille ensuite pour la BBC aux États-Unis dans le cadre de sa nouvelle chaîne BBC News 24. Il est le correspondant pour le marché boursier mondial dans un segment régulier intitulé World Business Report, généralement diffusé entre 2h00 am et 3:00 am (GMT), une émission qu'il présente aux côtés de Paddy O'Connell. Il est également présentateur occasionnel du programme de petit- déjeuner d'affaires de la BBC tôt le matin.
Quest rejoint CNN en 2001 pour le lancement de Business International. Depuis cette époque, Quest couvre une variété d'événements différents pour CNN, entre autres, une analyse des élections américaines comme American Quest et le début de la circulation des  billets et pièces en euro le 1er janvier 2002 et le dernier vol commercial officiel du Concorde. Il dirige également la couverture par CNN de plusieurs événements impliquant la famille royale britannique.
En 2006, Quest refuse l'opportunité de rejoindre la chaîne d'information anglaise Al Jazeera, la version anglaise d'al-Jazeera, « au motif qu'être gay et juif pourrait ne pas convenir » .
Le 9 avril 2015, Quest devient présentateur du jeu télévisé ABC 500 Questions. Il est remplacé par Dan Harris pour la deuxième saison de la série. Le 8 juin 2015, Quest participe à l'émission spéciale The CNN Quiz Show: The Seventies Edition produite par Eimear Crombie, avec sa partenaire Brooke Baldwin jouant pour StandUp for Kids.
Quest est également un correspondant de l'aviation pour CNN, et a largement couvert l'histoire du vol 370 de Malaysia Airlines, qui a disparu le 8 mars 2014 . Quest écrit le livre The Vanishing of Flight MH370: The True Story of the Hunt for the Missing Malaysian Plane, publié par Penguin Random House le 8 mars 2016 .